# Giselle van Cann
Giselle van Cann (Sittard, 13 april 1966) is een Nederlandse journalist en verandermanager in de publieke media.
Sinds september 2022 is zij hoofdredacteur van NOS Nieuws.

## Afkomst en opleiding
Van Cann groeide op in Santpoort-Zuid, waar haar vader Jacques van Cann bij uitgeverij VNU werkte.
Ze studeerde in 1992 af in bedrijfseconomie aan de Erasmus Universiteit in Rotterdam. Haar afstudeerscriptie ging over de opkomst van de financiële markten in Oost-Europa.
Van 1984 t/m 1985 studeerde ze bedrijfsadministratie aan de University of Oregon. Van 2015 tot 2016 volgde zij colleges over diverse facetten van Bedrijfskunde aan de Nyenrode Business Universiteit.

## Carrière
Na haar studie economie gaat Van Cann aan de slag bij het Financieele Dagblad, waar ze na haar overstap van de financiële naar de politieke redactie in 2004 toetreedt tot de hoofdredactie. Vanaf 2008 bekleedt zij de functie van adjunct-hoofdredacteur op een redactie van circa honderd financieel-economische journalisten van de krant.
In de jaren bij het FD ontwikkelt zij zich, ondanks haar gebrek aan journalistieke ervaring, tot een gerespecteerde en innovatieve media-persoonlijkheid. Het leidt er in 2008 toe, dat NOS-hoofdredacteur Hans Laroes haar vraagt te solliciteren naar de functie van adjunct-hoofdredacteur NOS Nieuws, speciaal belast met de digitale innovatie vanwege de spectaculaire groei van internet.
In 2011 volgt haar benoeming tot adjunct-hoofdredacteur NOS Nieuws, de onverwijlde keuze van hoofdredacteur Marcel Gelauff, die wegens zijn langduriger ervaring binnen de NOS wordt gekozen voor de vacture-Laroes. Vervolgens wordt haar benoeming tot hoofdredacteur van NOS Nieuws per 1 september 2022 een feit.
Bij haar aantreden als hoofdredacteur gaf zij een bondige verklaring af. Het kernachtige slot daarvan volgt hier:
"Dat houdt in dat ik me niet meer zozeer bezighoud met de verhalen van vandaag, maar meer met die van morgen en volgend jaar. En dan kom je wel wat breinbrekers tegen in dit sterk veranderende medialandschap. Hoe zorgen we er als NOS voor dat we ook op de lange termijn ons publiek bereiken? Is dat dan nog op televisie of vooral online? Hoe houden we de aandacht van jongeren vast? Vragen die niet zo makkelijk te beantwoorden zijn. Maar juist daarom des te spannender om er iedere dag weer mee bezig te zijn."

## Nevenfuncties
- De Groene Amsterdammer, Bestuurslid, toezichthoudende rol, 2016-2022.
- The Echo Foundation, Den Haag, Jurylid, 2010 - 2015. De Stichting Echo kent prijzen toe aan excellente hbo- en wo-studenten met een migratieachtergrond.

## Diversiteit
Vroeger claimde Van Cann louter waardering wegens haar kwaliteiten en uitdrukkelijk niet op grond van gender. Nu denkt ze daar anders over. Het is van belang als voorbeeldfunctie en rolmodel dat een vrouw hoofdredacteur van NOS Nieuws is.